# Batracomorphus xanthus
Batracomorphus xanthus är en insektsart som beskrevs av Knight 1983. Batracomorphus xanthus ingår i släktet Batracomorphus och familjen dvärgstritar. Inga underarter finns listade i Catalogue of Life.